# Musculus palmaris brevis
Der Musculus palmaris brevis (lateinisch für „kurzer Hohlhandmuskel“) ist einer der Muskeln der Hand, welcher beim Menschen nur sehr gering ausgebildet ist. Er ist an der Verspannung der Palmaraponeurose beteiligt und kann hierdurch ein Runzeln des Kleinfingerballens hervorrufen. Vermutlich befindet sich dieser Muskel beim Menschen entwicklungsgeschichtlich in Rückbildung. Eine relevantere Funktion erfährt der Muskel bei Menschen, die keinen Musculus palmaris longus besitzen. In diesem Falle ist der Muskel stärker ausgebildet, da er nun vermutlich wichtiger für die Verspannung der Palmaraponeurose wird. Interessanterweise ist der Muskel beim Menschen recht konstant ausgebildet, während er bei Affen fehlt.
Der Muskel ist in einen Fettkörper eingebettet, welcher das Gefäßnervenbündel der A. ulnaris und des N. ulnaris, z. B. beim Packen eines Gegenstandes, schützt. Dieser liegt über der Guyon-Loge, welche vom Palmaris brevis über deren distalen Hälfte begrenzt wird.
Eine Besonderheit stellt der Umstand dar, dass dies der einzige Muskel ist, welcher vom Ramus superficialis des Nervus ulnaris innerviert wird.
Eine seltene Erkrankung ist das Palmaris-Brevis-Spasmus-Syndrom.